# Klaus König (Posaunist)

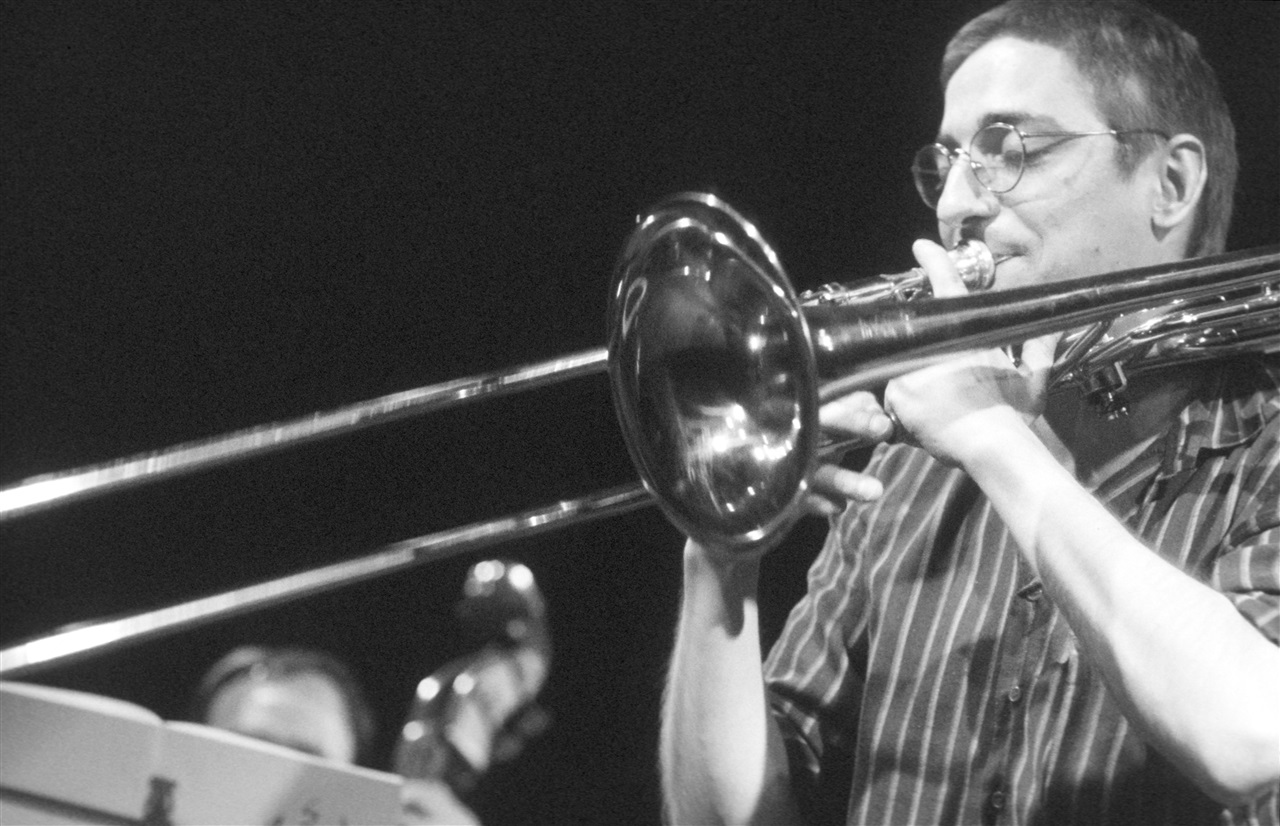
Klaus König mit Pinguin Liquid in Düsseldorf, 1988

Klaus König (* 31. Dezember 1959 in Haan) ist ein deutscher Jazzkomponist und -posaunist.

## Leben
König studierte Posaune in Düsseldorf und Komposition an der Hochschule für Musik Köln bei Mauricio Kagel. 1986 gründete er seine erste Band, das Klaus König Septett, dessen Ursprungsbesetzung aus Reiner Winterschladen, Frank Gratkowski, Matthias Schubert, Eckard Koltermann, Kai Kanthak und Ernst Bier bestand. Mit der Ablösung der letzten drei genannten durch Michel Pilz, Tim Wells und Frank Köllges Mitte 1987 nannte sich das Septett nun Pinguin Liquid. 1989 erschien mit wiederum veränderter Besetzung Poco à poco ihre einzige veröffentlichte Aufnahme auf Königs erstem Album, einer Doppel-CD, dessen zweiter Teil – Times of Devastation – mit einem um Gastmusiker vergrößerten Ensemble eingespielt wurde. Dies firmierte zunächst als Pinguin Liquid Orchestra. Neben Simon Nabatov, Don Byron und John Betsch, die in beiden Formationen spielten, waren als „Gäste aus den USA“ u. a. Kenny Wheeler, Ray Anderson und Marty Ehrlich dabei. Schon die Kompositionen für das Septett-Repertoire hatte König ursprünglich für Orchester geschrieben. Die Times of Devastation-Suite war die erste Gelegenheit diese als solche auch live umzusetzen. (Das letzte Konzert der Tournee wurde in Köln für das Album mitgeschnitten.)
Die folgenden beiden, auch in ihrer Form, größeren Werke für das Klaus König Orchestra hatten sehr unterschiedliche literarische Texte zur Vorlage. Zunächst entstand die Hommage à Douglas Adams. Frei nach dessen überdreht komischen Science-Fiction-Klassiker Per Anhalter durch die Galaxis entstand eine Suite, die das Orchester (u. a. mit Conny Bauer, Louis Sclavis und Tom Rainey ) Ende 1990 v. a. auf Festivals aufführte und schließlich aufnahm (At the End of the Universe, Enja, 1991). In einer Ouvertüre und drei Akten mit sieben Szenen porträtiert er die Akteure, Motive, Räume der Romanreihe in „intuitiven Stimmungsbildern“, mit „dramatischen Zuspitzungen“ und ebenso konkreten musikalischen Umsetzungen der Vorlage, etwa die polyrhythmische und polytonale Kakophonie im „Restaurant am Ende des Universums“ und beim alle Sprachen übersetzenden „Babelfisch“. Der Humor des Textes spiegelt sich in der Musik. Als musikalisch-strukturelle und auch konkret auf der Bühne hergestellte Ausgangssituation teilte König das Orchester in zwei personell gleich starke Teile, zur einen Seite die Blech-, zur anderen die Holzbläser mit jeweils eigener Rhythmusgruppe und dem Klavier in der Mitte. Die abschließende Aufführung beim JazzFest Berlin in der Philharmonie war wegen der nachfolgenden Gruppen um Pat Metheny und Gary Burton ausverkauft und wurde vom NDR Fernsehen übertragen.
Die Produktion The Song of Songs mit seiner Bigband und dem Montreal Jubilation Gospel Choir gilt als eine der aufwändigsten Jazzproduktionen Deutschlands.
Das Orchester war mit wechselnden internationalen Jazzgrößen wie Claudio Puntin, Marc Ducret, Michel Godard und Mark Feldman besetzt.
Klaus König lehrt Komposition und Theorie an der Swiss Jazz School der Hochschule der Künste Bern. Er sucht in seiner Musik nach den Verbindungen zwischen den strengen Formen der europäischen Moderne und den Stärken der Improvisation im Jazz.

## Diskografische Hinweise
- 1989: Times of Devastation/Poco a poco
- 1991: At the End of the Universe
- 1993: The Song of Songs
- 1994: Time Fragments
- 1996: Reviews
- 1998: The H.E.A.R.T. Project
- 2000: Songs and Solos
- 2002: Black Moments
- 2010: Requiem

## Auszeichnungen
- 1991: SWR-Jazzpreis
- 1991: Förderpreis des Landes Nordrhein-Westfalen für Musik